# Parlamentarische Dimension der EU-Ratspräsidentschaft
Parallel zur EU-Ratspräsidentschaft der Regierungen der EU-Mitgliedstaaten haben sich die nationalen Parlamente der Europäischen Union im Jahre 2000 darauf verständigt, eine eigene Parlamentarische Dimension der EU-Ratspräsidentschaft zu gründen. Dabei sind die Parlamente frei, wie sie die Dimension ausgestalten. Jedoch haben sich einige Standards etabliert: So richtet beispielsweise das Parlament bzw. die Parlamentskammern eines Mitgliedstaates die Parlamentspräsidentenkonferenz der EU-Mitgliedstaaten aus, dessen Land die EU-Ratspräsidentschaft in der 2. Jahreshälfte des Vorjahres innehatte. Die nationalen Parlamentskammern haben sich dafür eine eigene Geschäftsordnung während der Konferenz der EU-Parlamentspräsidenten in Rom im Jahr 2000 gegeben. Ziel ist es, die Rolle der nationalen Parlamente zu bewahren und insgesamt zu fördern. Auch der internationale parlamentarische Austausch soll gestärkt werden.

## Bisherige Orte der EU-Parlamentspräsidentenkonferenz
- 2010: Rom
- 2011: Brüssel
- 2012: Warschau
- 2013: Nikosia
- 2014: Vilnius
- 2015: Rom
- 2016: Luxemburg
- 2017: Bratislava
- 2018: Tallinn
- 2019: Wien[2]

### Deutsche Beteiligungen
Deutschland ist hochrangig auf den EU-Parlamentspräsidentenkonferenzen vertreten. Sowohl der Präsident des Bundesrates als auch der Präsident des Bundestages nehmen regelmäßig an den Konferenzen teil. So nahmen beispielsweise im Jahre 2018 Michael Müller als Bundesrats- und Wolfgang Schäuble als Bundestagspräsident an der Konferenz in Tallinn teil.

### Österreichische Beteiligung
Österreich hatte bereits zweimal die EU-Ratspräsidentschaft inne. Das Parlament der Republik Österreich hat eine eigene Webseite für die Parlamentarische Dimension der EU-Ratspräsidentschaft online gestellt.

## Beobachterstaaten
Die Parlamentarische Dimension der EU-Ratspräsidentschaft wird auch von anderen Staaten außerhalb der Europäischen Union beobachtet. So nahmen beispielsweise an der Parlamentspräsidentenkonferenz 2019 in Wien auch die Präsidenten der Parlamente von Bosnien und Herzegowina, Island, Norwegen und der Schweiz teil sowie die Präsidenten von einigen Beitrittskandidatenländern, darunter, Albanien, Montenegro, Nordmazedonien, Serbien und der Türkei.